# Registre national des lieux historiques dans le comté de Colusa

Localisation du comté de Colusa en Californie

Ceci est la liste des lieux historiques inscrits sur le registre national dans le comté de Colusa en Californie.
C'est censé être une liste exhaustive des propriétés et des districts des  lieux historiques du registre national dans le comté de Colusa, en Californie. Les coordonnées de latitude et longitude sont fournies pour la plupart des propriétés et les districts du registre national ; ces localisations peuvent être aperçues sur Google Maps.
Il y a six propriétés et districts répertoriés sur le registre national dans le comté.

## Liste actuelle
| Position | ID       | Type | Nom                                 | Localisation                                     | Ville  | Date d'inscription | Image | Coordonnées                          | Description |
| -------- | -------- | ---- | ----------------------------------- | ------------------------------------------------ | ------ | ------------------ | ----- | ------------------------------------ | ----------- |
| 1        | 03000988 | NRHP | Cecil Ranch (en)                    | 1840 CA 45                                       | Grimes | 14 mai 2004        |       | 39° 05′ 34″ nord, 121° 54′ 02″ ouest |             |
| 2        | 90001816 | NRHP | Colusa Carnegie Library (en)        | 260 Sixth St.                                    | Colusa | 10 décembre 1990   |       | 39° 12′ 49″ nord, 122° 00′ 36″ ouest |             |
| 3        | 78000657 | NRHP | Colusa Grammar School               | 425 Webster St.                                  | Colusa | 13 juin 1978       |       | 39° 12′ 32″ nord, 122° 00′ 33″ ouest |             |
| 4        | 76000479 | NRHP | Colusa High School and Grounds (en) | 745 10th St.                                     | Colusa | 13 août 1976       |       | 39° 12′ 36″ nord, 122° 00′ 59″ ouest |             |
| 5        | 74000508 | NRHP | Grand Island Shrine (en)            | 8 milles (12,9 km) au sud de Colusa sur la CA-45 | Colusa | 31 décembre 1974   |       | 39° 06′ 56″ nord, 121° 56′ 15″ ouest |             |
| 6        | 71000135 | NRHP | Nowi Rancheria                      | Adresse restreinte                               | Grimes | 24 mars 1971       |       |                                      |             |